# أكره أنني أحبك
هيت ذات آي لوف يو هي أغنية سجلتها المغنية البربادوسية ريانا لألبومها الإستديو الثالث، قوود قيرل قون باد (2007). صدرت كأغنية منفردة ثالثة للألبوم من خلال تسجيلات ديف جام يوم 21 أغسطس، 2007. مع اشتراك المغني ني-يو، الذي ساعد بكتابة الاغنية مع مساعدة المنتجين ميكيل إس. إريكسن وتور إريك هيرمانسن (المعروفين بستارقيت). «هيت ذات آي لوف يو» هي أغنية آر أند بي عن قوة الحب، مع تأثيرات موسيقى فلكلورية.

## الأداء التجاري

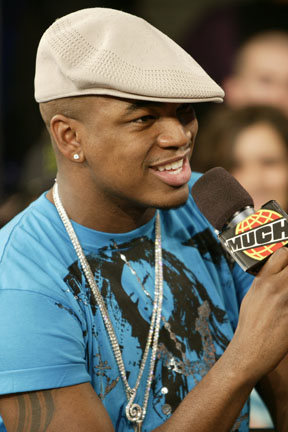
شارك المغني ني-يو في كتابة الأغنية والغناء في «هيت ذات آي لوف يو».

### أمريكا الشمالية وأوروبا
في الولايات المتحدة، دخلت «هيت ذات آي لوف يو» لأول مرة المركز الثامن والتسعين على الرسم البياني الأمريكي بيلبورد هوت 100 يوم 15 سبتمبر، 2007. بعد ثمانية أسابيع، وصلت الأغنية إلى المركز التاسع وأمضت في هذا المركز لمدة خمسة أسابيع غير متتالية، بلغت الأغنية ذروتها في المركز السابع يوم 22 ديسمبر، 2007. الأغنية أمضت في الرسم البياني مدة ستة وعشرون أسبوعاً، لتصبح رابع أغنية لريانا التي تمضي وقتاً أطول على هذا الرسم، من بعد «وي فوند لوف» (ستة وعشرون أسبوعاً)، «دونت ستوب ذا ميوزك» (ثلاثون أسبوعاً)، و«أمبريلا» (سبعة وعشرون أسبوعاً). حصلت الأغنية على شهادة البلاتينيوم من قبل رابطة صناعة التسجيلات الأمريكية يوم 8 أغسطس، 2008، بعد أن باعت أكثر من مليون نسخة، لكن تلقت نجاحاً قليلاً في كندا حيث بلغت ذروتها في المركز السابع عشر. دخلت «هيت ذات آي لوف يو» لأول مرة المركز السابع والخمسين على الرسم البياني البريطاني يوم 20 أكتوبر، 2007، حيث بلغت ذروتها المركز الخامس عشر يوم 24 نوفمبر، 2007، بعد ستة أسابيع على وجودها على الرسم. وقد تم بيع أكثر من 150,000 نسخة من الأغنية في المملكة المتحدة.

## الجوائز والترشيحات
| السنة | الحفل                      | البلد المضيف                                       | الفئة               | النتيجة | المصادر |
| ----- | -------------------------- | -------------------------------------------------- | ------------------- | ------- | ------- |
| 2008  | جوائز ايسكاب بوب الموسيقية |                                                    | الأغنية الأكثر أداء | فوز     | [ 5 ]   |
| 2008  | جوائز الغرامي              | أفضل أداء آر أند بي من قبل ثنائي أو مجموعة مع غناء | رُشِّح                 | [ 6 ]   |         |
| 2009  | جوائز بي إم آي بوب         | الأغنية الأكثر أداء                                | فوز                 | [ 7 ]   |         |

## النسخة الإسبانية
صدرت نسخة إسبانية مع اشتراك دافيد بيسبال يوم 28 أبريل، 2008. صدر فيديو آخر لهذه النسخة تتضمن مشاهد مع دافيد بيسبال بدلاً من ني-يو. دخلت الأغنية الرسم البياني الإسباني في المركز التاسع والثلاثين يوم 4 يناير، 2009. وفي الأسبوع التالي بلغت ذروتها في المركز السابع والثلاثين، لتصبح رابع أغنية لريانا تدخل المراكز الخمسون الأولى على هذا الرسم. حصلت الأغنية على ثلاثة شهادات من البلاتينيوم لبيع أكثر من 120,000 نسخة.

## الصيغ وقائمة الأغاني

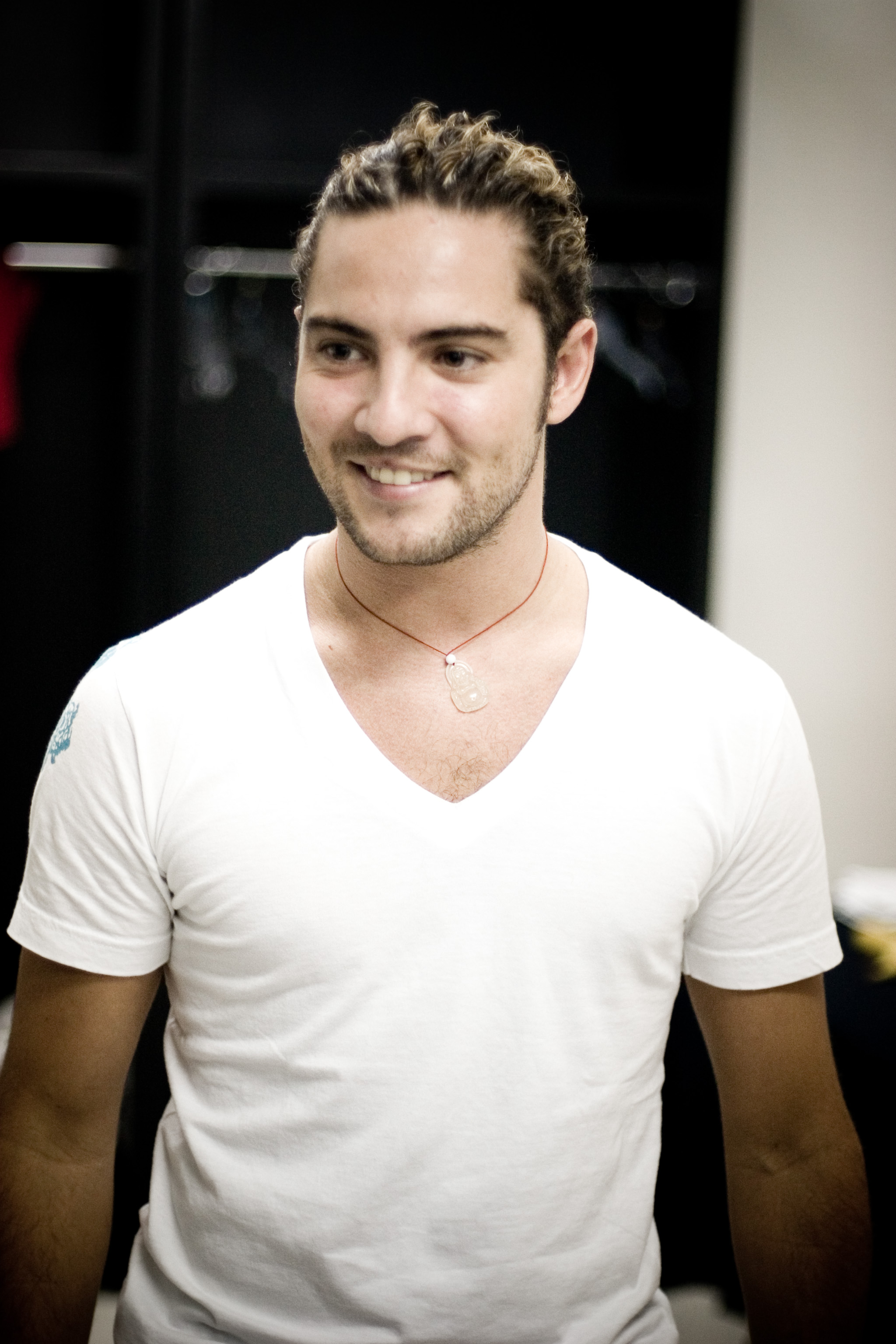
شارك المغني الإسباني دافيد بيسبال في أداء النسخة الإسبانية مع ريانا.

| ريمكس رقمي 1. «هيت ذات آي لوف يو» (ريمكس كي-كلاسيك) – 7:41 أغنية منفردة رقمية بريطانية 1. «هيت ذات آي لوف يو» (نسخة الألبوم) - 3:39 2. «هيت ذات آي لوف يو» (ريمكس كي-كلاسيك) – 7:42 أسطوانة منفردة ألمانية 1. «هيت ذات آي لوف يو» - 3:39 2. «هيت ذات آي لوف يو» (ريمكس كي-كلاسيك) – 7:42 أسطوانة منفردة ألمانية 2 1. «هيت ذات آي لوف يو» (مع ني-يو) – 3:39 2. «هيت ذات آي لوف يو» (ريمكس كي-كلاسيك) – 7:41 3. «هيت ذات آي لوف يو» (اللحن) – 3:39 4. «هيت ذات آي لوف يو» (الأغنية المصورة) – 4:58 | أسطوانة مطولة رقمية أسترالية 1. «هيت ذات آي لوف يو» (مع ني-يو) – 3:39 2. «هيت ذات آي لوف يو» (ريمكس كي-كلاسيك) – 7:41 أسطوانة مطولة رقمية أسترالية 2 1. «هيت ذات آي لوف يو» (مع ني-يو) – 3:39 2. «هيت ذات آي لوف يو» (ريمكس كي-كلاسيك) – 7:41 3. «هيت ذات آي لوف يو» (اللحن) – 3:39 تحميل رقمي (النسخة الإسبانية) 1. «هيت ذات آي لوف يو» (مع دافيد بيسبال) – 3:41 |

## الرسوم البيانية
| المخطط (2007-2008)                                 | المركز | المصادر |
| -------------------------------------------------- | ------ | ------- |
| أستراليا (ARIA)                                    | 14     | [ 15 ]  |
| النمسا (Ö3 Austria Top 40)                         | 14     | [ 16 ]  |
| بلجيكا (Ultratop 50 Flanders)                      | 23     | [ 17 ]  |
| كندا (Canadian Hot 100)                            | 17     | [ 18 ]  |
| جمهورية التشيك (IFPI)                              | 13     | [ 19 ]  |
| الدنمارك (Tracklisten)                             | 30     | [ 20 ]  |
| فرنسا (SNEP)                                       | 16     | [ 21 ]  |
| ألمانيا (Media Control Charts)                     | 11     | [ 22 ]  |
| المجر (Rádiós Top 40)                              | 31     | [ 23 ]  |
| أيرلندا (IRMA)                                     | 13     | [ 24 ]  |
| هولندا (Mega Single Top 100)                       | 22     | [ 25 ]  |
| نيوزيلندا (Recorded Music NZ)                      | 6      | [ 26 ]  |
| سلوفاكيا (IFPI)                                    | 19     | [ 27 ]  |
| إسبانيا (PROMUSICAE) النسخة الإسبانية              | 37     | [ 28 ]  |
| السويد (Sverigetopplistan)                         | 10     | [ 29 ]  |
| سويسرا (Schweizer Hitparade)                       | 13     | [ 30 ]  |
| المملكة المتحدة (The Official Charts Company)      | 15     | [ 31 ]  |
| الولايات المتحدة (Billboard Hot 100)               | 7      | [ 32 ]  |
| الولايات المتحدة (Billboard Adult Pop Songs)       | 32     | [ 33 ]  |
| الولايات المتحدة (Billboard Digital Songs)         | 9      | [ 34 ]  |
| الولايات المتحدة (Billboard Latin Pop Songs)       | 24     | [ 35 ]  |
| الولايات المتحدة (Billboard Pop Songs)             | 3      | [ 36 ]  |
| الولايات المتحدة (Billboard R&B/Hip-Hop Airplay)   | 20     | [ 37 ]  |
| الولايات المتحدة (Billboard Hot R&B/Hip-Hop Songs) | 20     | [ 38 ]  |
| الولايات المتحدة (Billboard Radio Songs)           | 4      | [ 39 ]  |
| الولايات المتحدة (Billboard Rhythmic Songs)        | 9      | [ 40 ]  |
| الولايات المتحدة (Billboard Ringtones)             | 14     | [ 41 ]  |

| المخطط (2008)                                  | المركز | المصادر |
| ---------------------------------------------- | ------ | ------- |
| المملكة المتحدة (The Official Charts Company)  | 88     | [ 42 ]  |
| الولايات المتحدة (Billboard Hot 100)           | 62     | [ 43 ]  |
| الولايات المتحدة (Billboard R&B/Hip-Hop Songs) | 89     | [ 44 ]  |
| الولايات المتحدة (Billboard Radio Songs)       | 40     | [ 45 ]  |

## الشهادات
| الدولة           | المزود | الشهادات  | المبيعات  | المصادر |
| ---------------- | ------ | --------- | --------- | ------- |
| أستراليا         | (ARIA) | قولد      | 35,000    | [ 46 ]  |
| البرازيل         | (ABPD) | بلاتينيوم | 40,000    | [ 47 ]  |
| المملكة المتحدة  | (BPI)  | سلفر      | 200,000   | [ 48 ]  |
| الولايات المتحدة | (RIAA) | بلاتينيوم | 1,000,000 | [ 49 ]  |

## تاريخ الإصدار
| الدولة           | التاريخ         | نوع الإصدار                                     | الشركة المنتجة   | المصادر              |
| ---------------- | --------------- | ----------------------------------------------- | ---------------- | -------------------- |
| الولايات المتحدة | 21 أغسطس، 2007  | كونتيمبوراري هيت راديو ريذمك راديو آيربان راديو | ديف جام إس آر بي | [ 50 ] [ 51 ] [ 52 ] |
| أستراليا         | 22 أكتوبر، 2007 | ريمكس رقمي                                      | يونيفرسال        | [ 8 ]                |
| النمسا           | 22 أكتوبر، 2007 | ريمكس رقمي                                      | يونيفرسال        | [ 53 ]               |
| البرازيل         | 22 أكتوبر، 2007 | ريمكس رقمي                                      | يونيفرسال        | [ 54 ]               |
| الدنمارك         | 22 أكتوبر، 2007 | ريمكس رقمي                                      | يونيفرسال        | [ 55 ]               |
| ألمانيا          | 22 أكتوبر، 2007 | ريمكس رقمي                                      | يونيفرسال        | [ 56 ]               |
| إيطاليا          | 22 أكتوبر، 2007 | ريمكس رقمي                                      | يونيفرسال        | [ 57 ]               |
| اليابان          | 22 أكتوبر، 2007 | ريمكس رقمي                                      | يونيفرسال        | [ 58 ]               |
| نيوزيلندا        | 22 أكتوبر، 2007 | ريمكس رقمي                                      | يونيفرسال        | [ 59 ]               |
| سويسرا           | 22 أكتوبر، 2007 | ريمكس رقمي                                      | يونيفرسال        | [ 60 ]               |
| أستراليا         | 29 أكتوبر، 2007 | أسطوانة مطولة رقمية                             | يونيفرسال        | [ 61 ]               |
| فرنسا            | 29 أكتوبر، 2007 | أسطوانة مطولة رقمية                             | يونيفرسال        | [ 62 ]               |
| ألمانيا          | 29 أكتوبر، 2007 | أسطوانة مطولة رقمية                             | يونيفرسال        | [ 63 ]               |
| سويسرا           | 29 أكتوبر، 2007 | أسطوانة مطولة رقمية                             | يونيفرسال        | [ 64 ]               |
| المملكة المتحدة  | 12 نوفمبر، 2007 | أسطوانة منفردة                                  | ميركوري          | [ 65 ]               |
| ألمانيا          | 16 نوفمبر، 2007 | أسطوانة منفردة                                  | يونيفرسال        | [ 66 ]               |
| الولايات المتحدة | 18 ديسمبر، 2007 | أسطوانة منفردة                                  | ديف جام          | [ 67 ]               |
| إسبانيا          | 28 أبريل، 2008  | تحميل رقمي (النسخة الإسبانية)                   | يونيفرسال        | [ 68 ]               |